# Armorial de la noblesse belge
L'Armorial de la noblesse belge du XVe siècle au XXe siècle est un ouvrage en quatre tomes édité par le Crédit Communal en 1992. Le 4e tome est consacré aux planches en couleurs reproduisant 3 500 blasons. Ses auteurs sont Paul Janssens et Luc Duerloo. La préface est de Michel Pastoureau. Le tirage total est de 2 100 exemplaires, dont 1 300 numérotés.

## Exemple de planche en couleur du4etome
Le classement adopté est celui de la pièce dominante comme rubrique. 